# Groșani (okręg Buzău)
Groșani – wieś w Rumunii, w okręgu Buzău, w gminie Costești. W 2011 roku liczyła 67 mieszkańców.